# 일본공산당 (행동파)
일본공산당 행동파(일본어: 日本共産党行動派)는 1980년에 설립된 일본의 공산당으로, 도쿠다 규이치의 혁명노선을 계승한 일본 신좌파 계열의 당파이다. 일본의 좌익 세력이 이오시프 스탈린을 계속 평가절하하자 그의 업적을 긍정하며 옹호하였다.

## 사상
일본공산당 행동파는 일본의 다른 좌익들과 구별되는 특징이 몇개 있는데 그중 하나는 정통 마르크스-레닌주의에 입각한 혁명적 사회주의 강령을 가지고 있다. 이로 인해 이 정당은 심각하게 우경화된 일본에서 가장 급진적이고 혁명적인 당파로 여겨지고 있다.
마르크스-레닌주의의 역사적 지도자인 이오시프 스탈린을 강력히 지지하며, 이억 따라 그의 정책들을 강력히 지지하는 스탈린주의 사상도 견지하고 있다.